# Vallée des Rois

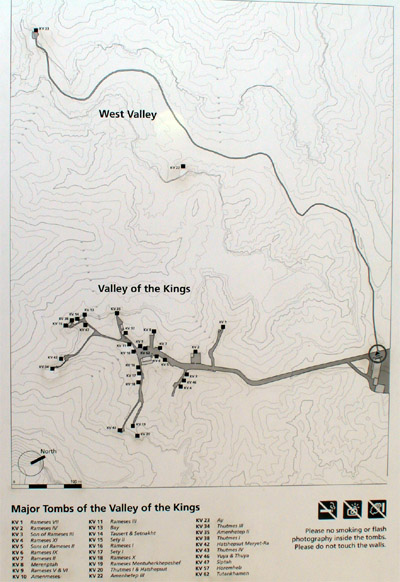
Plan de la vallée.

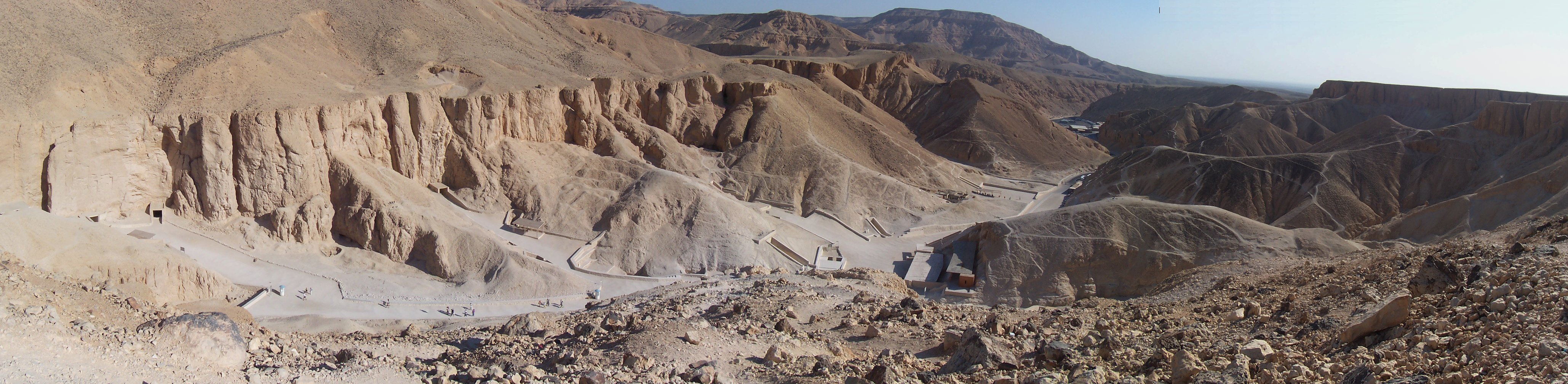
Panorama de la vallée.

Pour les articles homonymes, voir Vallée des rois (homonymie).
La vallée des Rois est une région d'Égypte située sur la rive occidentale du Nil à hauteur de Thèbes (aujourd'hui Louxor). La vallée est formée d'une faille dans la chaîne Libyque qui débouche sur la vallée du Nil. Son nom arabe (وادي بيبان الملوك / wādī bībān al-mulūk) signifie « vallée des deux portes des rois », en référence aux portes qui fermaient jadis les tombeaux.
La vallée des Rois est connue pour abriter les hypogées de nombreux pharaons du Nouvel Empire, mais elle abrite également les tombeaux de certaines épouses et enfants de pharaons, ainsi que celles de nobles dont les pharaons ont voulu récompenser la valeur. C'est à partir de la période du règne de Ramsès Ier que la vallée des Reines est usitée, même si quelques épouses seront encore inhumées avec leurs maris par la suite.
La plus ancienne tombe connue sur le site est celle de Thoutmôsis Ier et, à partir de Thoutmôsis III, à l'exception d'Akhenaton, tous les pharaons du Nouvel Empire (XVIIIe, XIXe et XXe dynasties) y sont inhumés (approximativement de -1539 à -1069). La dernière tombe connue d'un pharaon est celle de Ramsès XI (tombe KV4), datant du XIe siècle av. J.-C.
La dernière tombe découverte est la KV64, mise au jour en 2011. Elle abrite la sépulture d'une chanteuse d'Amon du temple de Karnak ayant vécu durant la XXIIe dynastie.
|  |

|  |

|  |

|  |

|  |

|  |

|  |

|  |

|  |

|  |

|  |

|  |

|  |

|  |

|  |

|  |

## Géographie
La vallée est située sur la rive ouest du Nil, en face de Louxor en Égypte. Elle est au cœur de la nécropole thébaine.
Une montagne évoquant la silhouette d'une pyramide, « La Cime » (en arabe Al-Qurn), domine la vallée du haut de ses 470 mètres. Les anciens Égyptiens, considéraient cette montagne comme le lieu de résidence de la déesse Mertseger, protectrice de la nécropole thébaine ainsi que des artisans de Deir el-Médineh, qui ont construit les tombes de la vallée des Rois.
L'oued s'ouvre en deux branches principales, la vallée de l'est où est située la majorité des tombes royales et la vallée de l'ouest (la vallée des Singes) abritant moins de tombes.
La vallée des Reines se trouve au sud de la vallée des Rois.

### Géologie

Stratigraphie de la vallée : calcaire blanc de Thèbes ; schiste dit d'Esna ; craie de Dakhla.

Le sol de la vallée des Rois est un mille-feuille alternant un calcaire dense avec d'autres roches sédimentaires plus tendres comme des couches de marne ou de craie.
La roche sédimentaire s'est déposée pendant une période allant de trente-cinq à cinquante-six millions d'années, à une époque où la mer précurseur de la mer Méditerranée couvre une zone remontant beaucoup plus loin dans les terres qu'actuellement.
Durant le pléistocène, la vallée est creusée dans le plateau par des cours d'eau alimentés par des pluies régulières.
La qualité de la roche calcaire dans la vallée est très variable, allant de roche à grain fin jusqu'au grain plus grossier. Cette dernière peut potentiellement provoquer des problèmes structurels. Des couches occasionnelles de marne provoquent aussi des difficultés de construction et de conservation, car ces roches augmentent de volume en présence d'eau, faisant éclater les pierres les entourant.
Les constructeurs ont tiré parti des caractéristiques géologiques lors du creusement des tombes. Certaines tombes sont excavées dans des lignes de fractures existantes, d'autres dans des éboulis, d'autres encore sous des éperons rocheux de ravines créés par d'anciennes inondations.
Les plans de certaines tombes ont probablement été modifiés en fonction du type de roche rencontré par les constructeurs.
Les problèmes rencontrés lors de la construction des tombes sont illustrés par les tombes de Ramsès III et de son père Sethnakht. Sethnakht commence le creusement de KV11 mais rencontre la tombe d'Amenmes, la construction est alors abandonnée et il usurpe la tombe KV14 de Taousert. Lorsqu'il cherche un lieu pour sa tombe, Ramsès III récupère la tombe commencée par son père. Les travaux reprennent avec un axe décentré, probablement dû à la qualité de la roche.
Entre 1998 et 2002, le projet Amarna Royal Tombs explore le sol de la vallée à l'aide d'un radar à pénétration de sol et constate que les falaises de la vallée, sous les éboulis, descendent jusqu'à la roche mère en une série de terrasses naturelles abruptes.

### Hydrologie

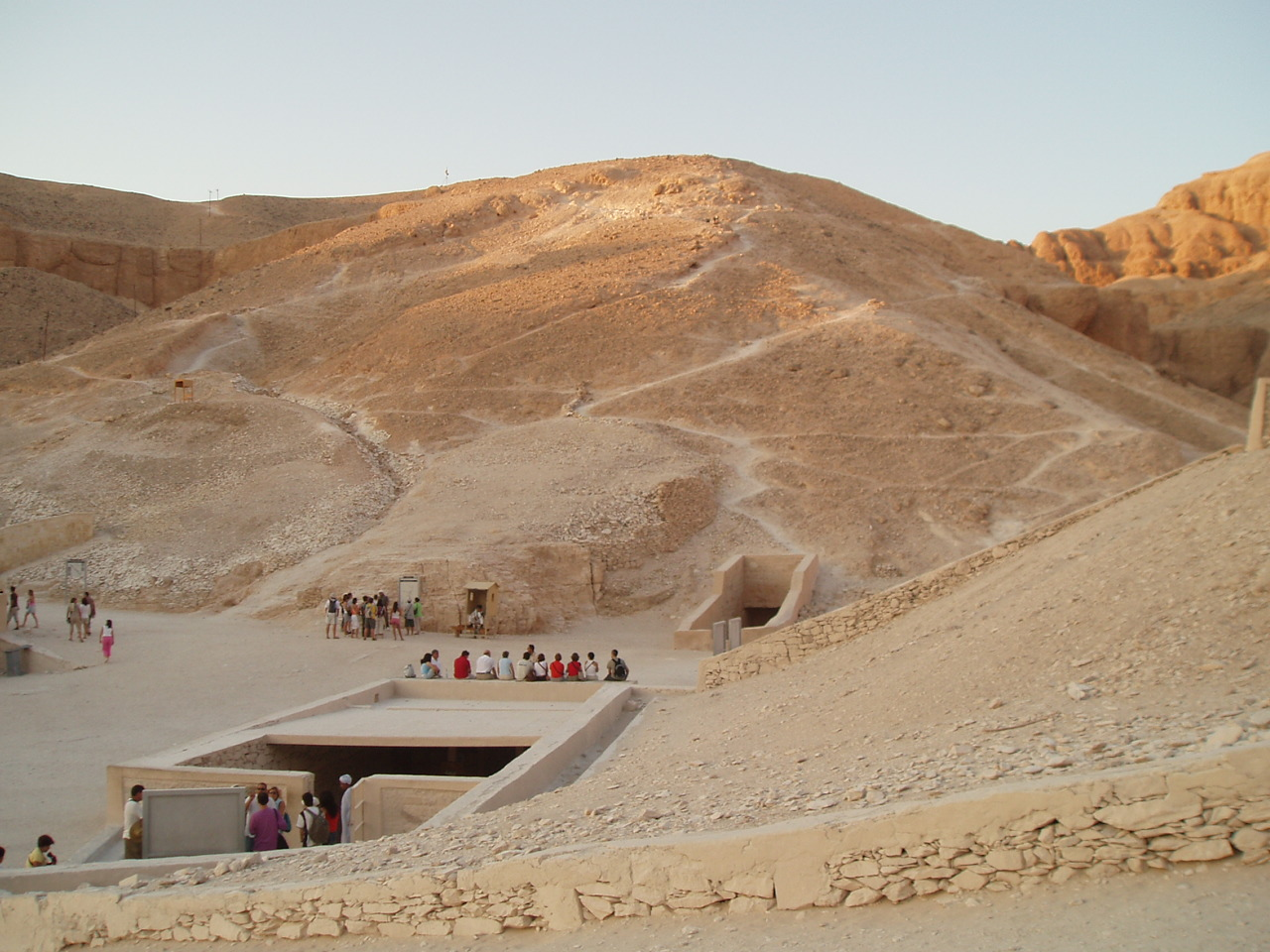
Vallée des Rois, entrée du tombeau de Toutânkhamon au premier plan.

La région de la montagne thébaine subit des orages peu fréquents mais violents, provoquant des crues soudaines.
Des récentes études montrent que les inondations utilisent le lit de sept cours d'eau, se rejoignant dans le centre de la vallée. Celui-ci semble avoir été inondé à la fin de la XVIIIe dynastie, accumulant des tonnes de débris sur plusieurs tombes.
Après cet événement, les dynasties suivantes ont nivelé le fond de la vallée, utilisant les dépôts des inondations. Les tombes recouvertes ont été oubliées jusqu'au XXe siècle.
Les tombes KV63, KV62 et KV55 qui ont été creusées dans le rocher au fond de l'oued, montrent que le niveau de la vallée est désormais cinq mètres plus haut qu'à l'époque de leur édification.

## Occupation humaine

### Préhistoire

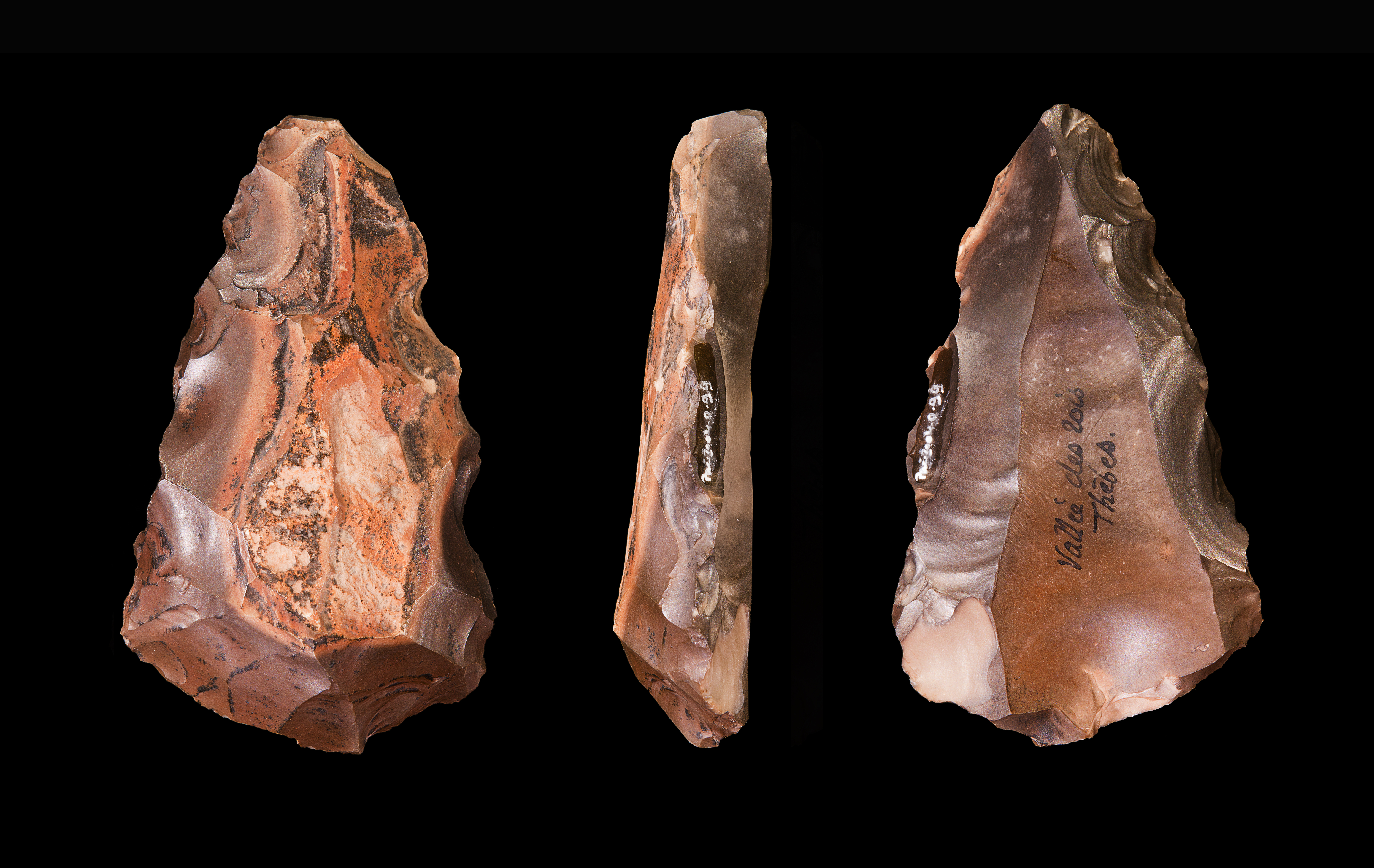
Nucléus à pointes de la vallée des Rois - Muséum de Toulouse.

Des fouilles, dans les dépôts issus de ruissellements venant de la montagne thébaine, sur la rive Ouest du Nil, face à Louxor, ont fourni des galets taillés datés entre deux millions et 500 000 ans.
Des bifaces du Paléolithique inférieur et des nucléus du Paléolithique moyen attestent d'une occupation humaine régulière de la région de la vallée des Rois.

### Époque pharaonique

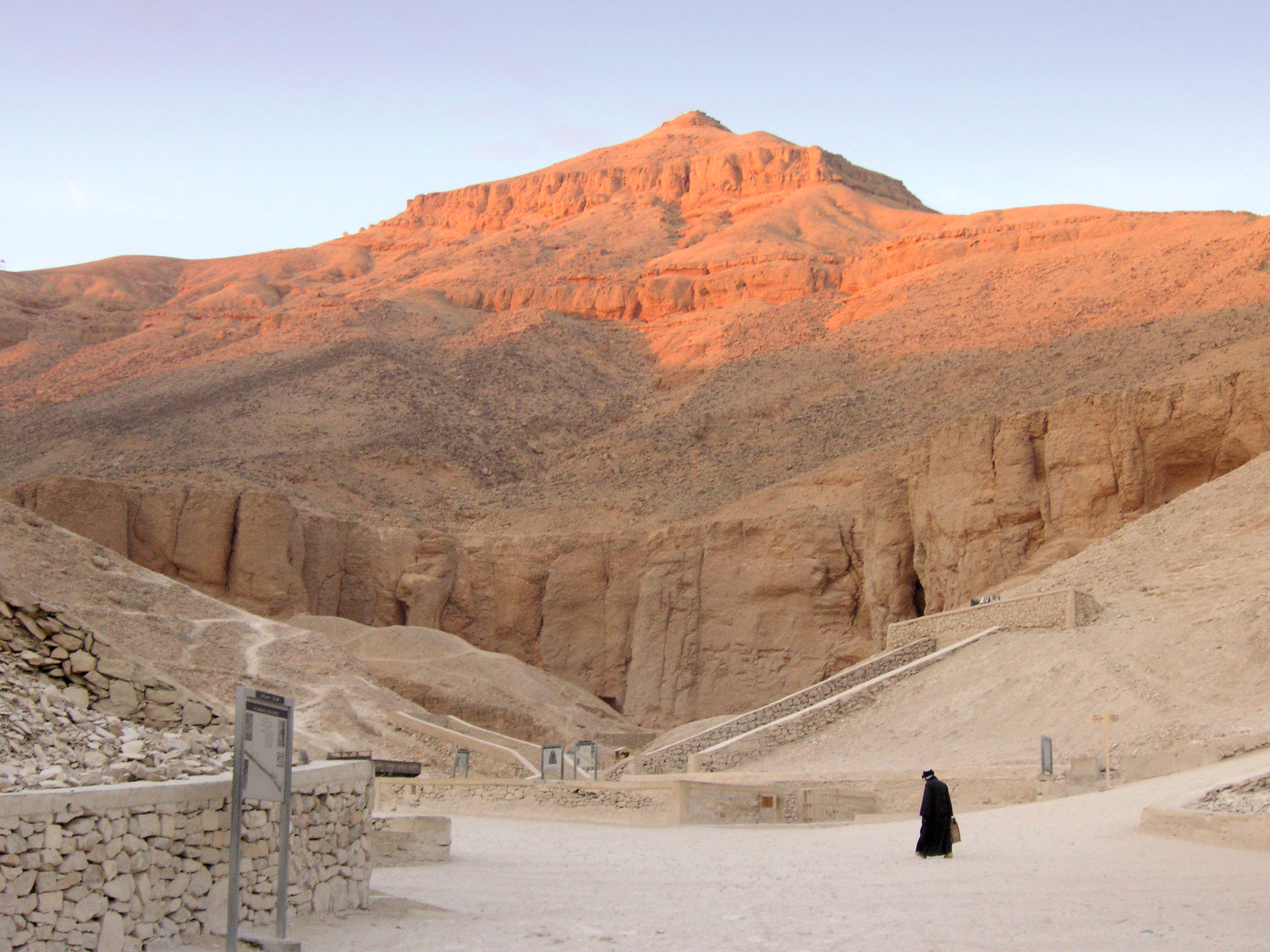
La Cime, en arabe Al-Qurn, domine la vallée des Rois.

Les raisons qui ont poussé les rois du Nouvel Empire à choisir la vallée des Rois pour leurs sépultures sont inconnues.
Les montagnes thébaines sont dominées par La Cime, connue par les anciens égyptiens sous le nom ta dehent, le pic. Cette montagne a une forme presque pyramidale, faisant ainsi écho aux pyramides de l'Ancien Empire, ce qui a pu inspirer ce choix,. Sa position isolée permet également de limiter son accès et facilite la surveillance de la nécropole par la police spéciale des tombes, les Medjaÿ.
Alors que les pyramides de la nécropole de Gizeh sont le symbole de l'ancienne Égypte, les tombes de la vallée ont été taillées dans le rocher. La plupart des pyramides et des mastabas comportent des parties creusées dans le roc et beaucoup de tombes souterraines datent de l'Ancien Empire.
Après la défaite des Hyksôs et la réunification de l’Égypte sous Ahmôsis Ier, les souverains thébains commencent à construire des tombes élaborées dans lesquelles se reflètent leur nouvelle puissance.
Les tombes d'Ahmôsis Ier et de son fils Amenhotep Ier, dont l'exacte localisation est inconnue, sont probablement dans la nécropole de la XVIIe dynastie à Dra Abou el-Naga.
Les premières tombes royales de la vallée sont celles d'Amenhotep Ier (même si cette identification est discutée) et de Thoutmôsis Ier, dont leur conseiller Inéni indique dans sa tombe qu'il a encouragé son roi à placer sa tombe dans la vallée désolée (l'identification de cette tombe est incertaine, probablement KV20 ou KV38) :

« j'ai vu le creusement de l'hypogée de sa majesté, seul, hors de vue, hors d'écoute. »

Les premières sépultures de la vallée datent approximativement de 1539 à 1075 avant notre ère. En commençant par celles de Thoutmôsis Ier (ou peut-être avant, durant le règne d'Amenhotep Ier) et finissant par celles de Ramsès X ou de Ramsès XI, même si les tombes ont continué à être usurpées par des personnes non royales.
En dépit de son nom, la vallée des Rois abrite aussi des tombes de nobles ainsi que celles d'épouses et d'enfants des rois et des nobles. Mais aussi des tombes anonymes, des fosses et des caches d'embaumement. En fait, seulement vingt tombes sont celles de rois.
À l'époque de Ramsès Ier, la construction commence dans la vallée des Reines.

### Nécropole royale
Au début de la XVIIIe dynastie, seuls les rois sont enterrés dans la vallée dans de grandes tombes. Quand des particuliers y sont inhumés, c'est dans de petites chambres proches de la tombe de leur maitre.
La tombe d'Amenhotep III est construite dans la vallée de l'ouest alors que son fils Akhenaton a déplacé la construction de la sienne à Amarna, laissant WV25 inachevée. Avec le retour à l'orthodoxie religieuse à la fin de la XVIIIe dynastie, Toutânkhamon, Aÿ et Horemheb rejoignent la nécropole royale.
Les XIXe et XXe dynasties voient une augmentation du nombre de sépultures (également dans la vallée des Reines). Ramsès II et plus tard Ramsès III construisent des tombes pour leurs fils (KV5 et KV3),.
Quelques rois ne sont pas enterrés dans la vallée ou dont la tombe n'a été localisée : Thoutmôsis II a été mis en terre à Dra Abou el-Naga, mais sa momie a été trouvée à Deir el-Bahari dans la cache TT320. La sépulture de Smenkhkarê n'a pas été localisée et Ramsès VIII semble avoir été inhumé ailleurs.
Au temps des pyramides, la tombe des rois est associée à un temple funéraire à proximité de la pyramide. Dans la vallée, les tombes des rois sont cachées et leurs temples funéraires sont éloignés, situés à proximité des champs cultivés, face à Thèbes. Ces temples funéraires deviennent des lieux visités durant les divers festivals tenus dans la nécropole thébaine, le plus notable est la « Belle fête de la vallée » quand les barques d'Amon, de son épouse Mout et de son fils Khonsou quittent les temples de Karnak pour visiter les temples funéraires des rois décédés, sur la rive ouest et leurs sanctuaires de la nécropole thébaine.
Les divers hypogées sont construits et décorés par les travailleurs du village de Deir el-Médineh, située dans un petit oued proche de la vallée des Rois et de la vallée des Reines, en face de Thèbes. Les travailleurs rejoignent les tombes par des routes tracées dans la montagne thébaine. La vie quotidienne de ces hommes est assez bien connue, par des indications trouvées dans les tombes et dans des documents officiels. Un papyrus, conservé à Turin, relate à leur sujet ce qui est le premier mouvement de grève de travailleurs connu de l'Histoire,.

## Exploration de la vallée
La région de la vallée est un des principaux domaines d'exploration pour les égyptologues des deux derniers siècles. Auparavant, pendant l'Antiquité, le secteur a été un site touristique, en particulier à l'époque de la Rome antique.
Cette zone illustre les changements dans l'étude de l'Égypte antique, au départ chasse aux antiquités puis finissant par des fouilles scientifiques de la nécropole thébaine.

### Antiquité
Les écrivains en grec ancien, Strabon (Ier siècle avant notre ère) et Diodore de Sicile (Ier siècle) rapportent qu'il existe quarante-sept tombes royales thébaines, dont seulement dix-sept ne sont pas détruites à leur époque. Pausanias le Périégète et d'autres écrivains remarquent des couloirs dans la vallée, qui ne peuvent être que des tombes.
D'autres personnes visitent la vallée à ces époques et des graffitis laissés par ces anciens touristes ornent beaucoup de tombes. Plus de deux mille graffitis ont été dénombrés, essentiellement en grec et latin et un petit nombre en phénicien, chypriote, lycien et copte. La majorité de ces anciens graffitis ont été trouvés dans KV9, qui en contient environ un millier. Le plus ancien graffiti date du IIIe siècle avant notre ère.

### Dix-huitième siècle
Avant le XIXe siècle, voyager d'Europe jusqu'à Thèbes (et d'une manière générale, en Égypte) est difficile, couteux et prend du temps. Seuls les voyageurs européens les plus courageux la visitent.
D'ailleurs, avant les voyages de Claude Sicard en 1726, la localisation de Thèbes est imprécise. Située sur le Nil, elle est souvent confondue avec Memphis ou avec d'autres sites.
Un des premiers voyageurs attestant avoir vu Thèbes est Frédéric Louis Norden, artiste et aventurier danois. Il est suivi par Richard Pococke qui publie la première carte moderne de la vallée en 1743.
Expédition française
En 1799, lors de la campagne d'Égypte de Bonaparte, l'expédition scientifique (et en particulier Vivant Denon) dessine les cartes et les plans des tombes connues. La vallée de l'ouest est explorée pour la première fois, Jean-Baptiste Prosper Jollois et Édouard de Villiers du Terrage y localisent la tombe WV22 d'Amenhotep III.
La Description de l'Égypte contient deux volumes (sur un total de vingt-quatre) concernant la zone autour de Thèbes.

### Dix-neuvième siècle

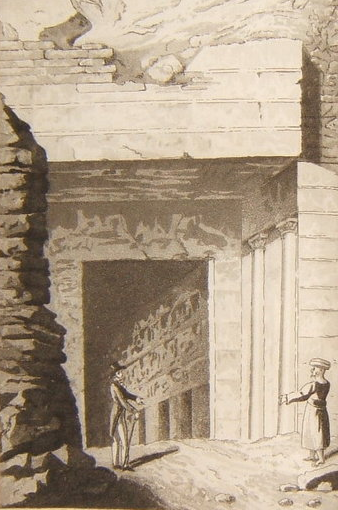
Entrée d'une tombe royale à Thèbes par Édouard de Montulé (1792-?) dans Voyage en Amérique, en Italie, en Sicile et en Égypte pendant les années 1816, 1817, 1818 et 1819, tome 2, 1821.

L'exploration européenne se poursuit autour de Thèbes durant le XIXe siècle, stimulée par le déchiffrement des hiéroglyphes par Jean-François Champollion.
Au début du siècle, la zone est visitée par Giovanni Battista Belzoni, employé par Henry Salt. Belzoni découvre plusieurs tombes dont celle de Aÿ (WV23) en 1816, dans la vallée de l'ouest ainsi que celle de Séthi Ier (KV17), l'année suivante. À la fin de ses explorations, Belzoni déclare que « toutes les tombes ont été découvertes et qu'il ne reste plus rien à trouver ». Travaillant à la même époque, le Consul de France en Égypte, Bernardino Drovetti est le grand rival de Belzoni et de Salt.
En 1827, John Gardner Wilkinson est affecté à la tâche de marquer l'entrée de chaque tombe. Il donne à chacune d'elles la désignation — qui est toujours utilisée — de KV1 à KV21, KV pour King Valley. Ses dessins et ses cartes sont publiés dans The Topography of Thebes and General Survey of Egypt en 1830.
Au même moment, James Burton explore la vallée. Ses travaux concernent la préservation contre les inondations de KV17, mais il est surtout connu pour avoir initié l'exploration de KV5.
Champollion lui-même visite la vallée en 1829 en compagnie d'Ippolito Rosellini et de Nestor L'Hôte, de l'expédition franco-toscane. L'expédition passe deux mois à étudier les tombes ouvertes, visitant seize d'entre elles. Ils copient les inscriptions et identifient les propriétaires des tombes. Dans la tombe KV17, ils démontent les décorations murales qui sont désormais visibles au Musée du Louvre.

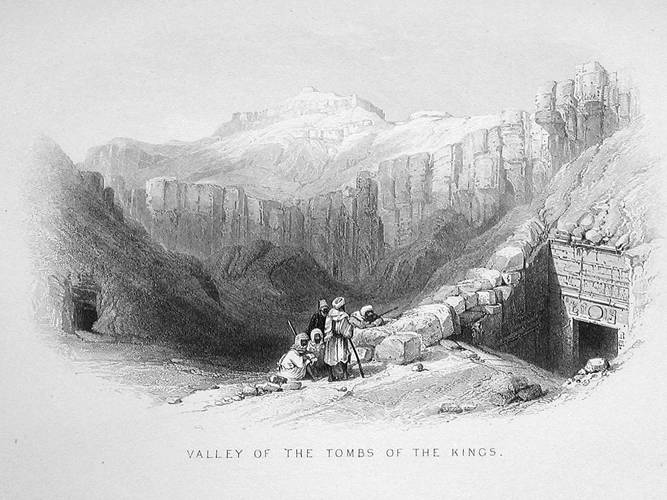
La vallée des tombes des rois par William Henry Bartlett, publié dans The Nile Boat or Glimpses of the Land of Egypt (1862).

En 1845-1846, l'oued est visité par l'expédition Karl Richard Lepsius qui explore et documente vingt-cinq tombes dans la vallée principale et quatre dans la vallée de l'ouest.
La seconde moitié de ce siècle voit un plus grand effort pour préserver et non plus simplement collecter les antiquités. Le Département des antiquités d'Auguste Mariette commence à explorer la vallée, en premier avec Eugène Lefébure en 1883, puis avec Jules Baillet et Georges Aaron Bénédite en 1888 et finalement avec Victor Loret de 1898 à 1899. Loret explore beaucoup de tombes et en ajoute seize à la liste. Pendant ce temps, Georges Daressy explore le tombeau de Ramsès VI (KV9).
Quand Gaston Maspero est reconduit dans ses fonctions à la tête du Département des antiquités égyptiennes, la nature de l'exploration de la vallée change. Maspero nomme Howard Carter chef inspecteur de la Haute-Égypte et le jeune homme découvre beaucoup de nouvelles tombes et en explore d'autres, déblayant en particulier KV42 et KV20.

### Vingtième siècle

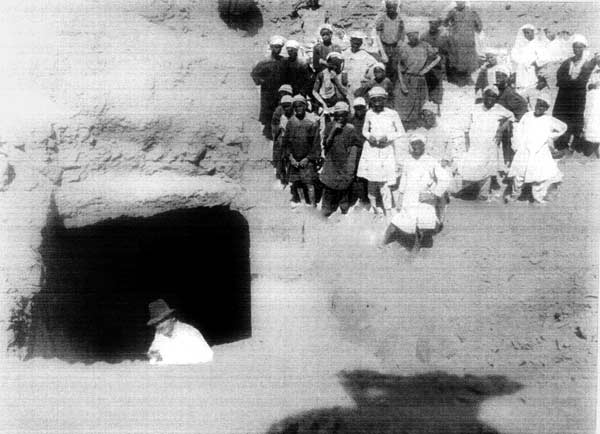
Entrée de la tombe d'Horemheb, peu de temps après sa découverte en 1908. Arthur Weigall se tient dans l'entrée.

Au début du vingtième siècle, l'Américain Theodore Monroe Davis dispose d'un permis de fouilles pour la vallée et son équipe (dont Edward Russell Ayrton) découvre plusieurs tombes, royales ou non (dont KV43, KV46 et KV57).
En 1907, ils découvrent la cache (KV55) datant probablement de la période amarnienne. Après avoir trouvé ce qu'ils pensent être la sépulture de Toutânkhamon (objets trouvés dans KV54 et KV58), Davis annonce dans The tombs of Harmhabi and Touatânkhamanou, publié en 1912, que « la vallée est complètement explorée et que plus aucune tombe ne peut y être trouvé ». Le livre se termine avec le commentaire : « Je crains que la vallée des Rois ne soit épuisée ».
Après la mort de Davis en 1915, Lord Carnarvon achète la concession pour fouiller la vallée et emploie Howard Carter pour l'explorer. Après une recherche systématique, ils découvrent la tombe de Toutânkhamon (KV62) en novembre 1922.
À la fin de ce siècle, le Theban Mapping Project redécouvre et explore KV5, tombe des enfants de Ramsès II. Elle se révèle comme étant probablement la plus grande de la vallée (avec plus de cent-vingt pièces).

### Vingt-et-unième siècle
À partir de 2002, le projet Amarna Royal Tombs explore la zone autour de KV55 et KV62. D'autres expéditions sont organisées ailleurs dans les branches est et ouest de la vallée.
En février 2006, le Conseil suprême des Antiquités égyptiennes annonce qu'une équipe américaine de l'université de Memphis a découvert une tombe de l'époque pharaonique (KV63). C'est la première tombe trouvée depuis la découverte de la tombe de Toutânkhamon en 1922.
Le 15 janvier 2012, l'équipe de Susanne Bickel et Elena Grothe, archéologues suisses de l'université de Bâle, découvre une nouvelle tombe, KV64. C'est celle d'une chanteuse officiant au grand temple d'Amon de Karnak.

## Structure des tombes
Les Égyptiens avaient des croyances élaborées sur la mort et l'au-delà. La rive du Nil à l'Est, où apparaît le soleil symbole de vie, appartient aux vivants. La rive à l'Ouest, où disparaît le soleil, appartient aux morts. Ainsi, à Thèbes, la rive occidentale du Nil est essentiellement consacrée aux nécropoles et temples funéraires.
Pour les anciens Égyptiens, le corps conservé dans le tombeau devait être préservé par la momification et la statue de pharaon devait être honorée et recevoir des offrandes dans le temple funéraire. Dans les mastabas et pyramides, le temple est accolé au tombeau. Au début de la XVIIIe dynastie, Thoutmôsis Ier sépare l'hypogée, creusé dans la montagne, du temple des millions d'années érigé, au bord de la zone cultivable.

### Emplacement et construction
Les premières tombes sont localisées dans des anfractuosités des falaises ou dans des chutes d'eau, comme KV34 ou KV43. Les tombes des dynasties suivantes ont été creusées au fond de la vallée, comme KV62 ou KV63. Les entrées des dernières tombes sont creusées dans des éperons rocheux.
Après avoir choisi l'emplacement de sa tombe, le pharaon confie le soin de la creuser aux ouvriers et artisans de Deir el-Médineh. Constitué en deux équipes, le « côté droit » et le « côté gauche », chacune dirigée par un chef d'équipe, leur nombre varie entre quarante à soixante personnes. Une noria de professionnels : jardiniers, pêcheurs, porteurs d'eau, blanchisseurs, médecins, etc. veille à l'approvisionnement et au confort des ouvriers. Leur sécurité est assurée par les Medjaÿ, placés sous l'autorité de deux curateurs de Thèbes.
La construction de l'hypogée est plus simple que la construction des pyramides des dynasties précédentes. Même si le creusement dans un espace confiné, chaud, humide et poussiéreux et avec peu de lumière, n'est pas aisé. Le creusement est réalisé avec des pics et marteaux en pierre, des masses en bois et de ciseaux en bronze. Les travaux avancent à une moyenne de cinquante centimètres par jour, soit deux cents jours pour une tombe de cent mètres.
Après les carriers chargés de l'extraction des gravats, les plâtriers interviennent pour lisser les murs et préparer l'enduit sur lequel les peintres et sculpteurs vont intervenir.
Les diverses tombes inachevées à des différentes étapes permettent de comprendre l'organisation des travaux. Ceux-ci sont très souvent abandonnés en raison de la mort du pharaon, qui ne laisse que soixante-dix jours (temps nécessaire à la momification) pour finir la tombe.

### Plan type

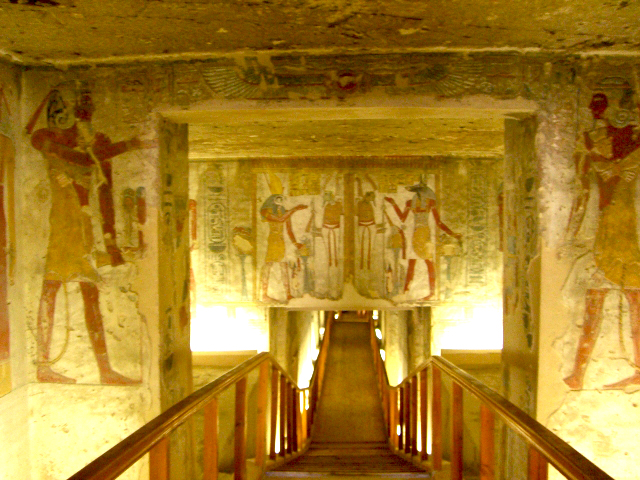
Le couloir descendant de la tombe de Taousert et Sethnakht.

Le plan type habituel d'une tombe commence par un long couloir descendant, peut-être pour imiter le parcours du dieu-soleil dans son parcours souterrain. Il dessert une ou plusieurs salles avant d'arriver dans la chambre funéraire.
Dans les tombes de la XVIIIe dynastie, le corridor bifurque à angle droit et la chambre funéraire a des angles arrondis lui donnant l'apparence d'un cartouche, comme dans KV38, tombe de Thoutmôsis Ier. Ce plan type est connu sous le nom de « Bent Axis » (à axe perpendiculaire). Après l'enterrement, les couloirs supérieurs étaient remplis de gravats et l'entrée du caveau ensevelie.
Après la période amarnienne, la disposition se redresse progressivement, avec un plan type « jogged axis » (à axe presque droit). La tombe de Horemheb, KV57 en est l'exemple.
Les XIXe et XXe dynasties utilisent un plan type « Straight Axis » (à axe rectiligne) comme KV11, tombe de Ramsès III et KV6 celle de Ramsès IX.
De même que l'axe des tombes se redresse, la pente des couloirs s'atténue et disparaît presque à la fin de la XXe dynastie.
Une autre caractéristique commune à bien des tombes est la présence d'un puits. Il a peut-être son origine dans un rôle de barrière aux inondations pouvant envahir les parties basses de la tombe. Une symbolique magique semble s'être développée ultérieurement. À la fin de la XXe dynastie, le puits en lui-même n'est pas toujours creusé, mais la salle du puits est toujours présente,.

### Décor

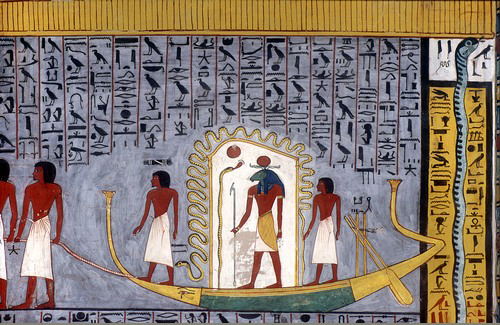
Le « Livre des Portes » de la tombe de Ramsès Ier (KV16).

Les parois de la majorité des tombes royales sont gravées ou peintes avec des textes et des images religieux décrivant le voyage de l'âme dans l'au-delà.
Les sépultures les plus anciennes sont décorées avec des scènes du livre de l'Amdouat (« ce qu'il y a dans le monde souterrain ») qui décrit le voyage du dieu-soleil pendant les douze heures de la nuit. Des versions complètes ornent les sépultures de Thoutmôsis III (KV34), et celle d'Amenhotep, KV35.
À l'époque d'Horemheb, les caveaux s'ornent du livre des Portes, montre le dieu-soleil passant les douze portes qui divisent la nuit et assure au propriétaire du caveau une traversée de la nuit en toute sécurité. Ces premières tombes royales sont généralement peu décorées et celles des particuliers sont totalement sans décor.
À la fin de la XIXe dynastie, le livre des cavernes divise le monde souterrain en vastes cavernes abritant les dieux et les morts attendant que le dieu-soleil vienne et les régénère. Placée dans sa partie haute, une version complète se trouve dans la tombe de Ramsès VI (KV9).
Le caveau de Ramsès III (KV11), montre le livre de la terre où le monde souterrain est divisé en quatre sections, à l'apogée duquel le disque solaire est tiré de la terre par Noun.
Les plafonds des chambres funéraires sont décorés avec le livre des cieux, comme dans la tombe KV11 de Séthi Ier.
Le plafond de la tombe KV9 de Ramsès VI s'ornent d'une version complète du Livre du jour et de la nuit dans lequel le soleil voyage à l'intérieur du ventre de Nout. De la même époque, les litanies de Rê, long hymne à la gloire du dieu-soleil, commencent à être utilisé.

### Mobilier funéraire

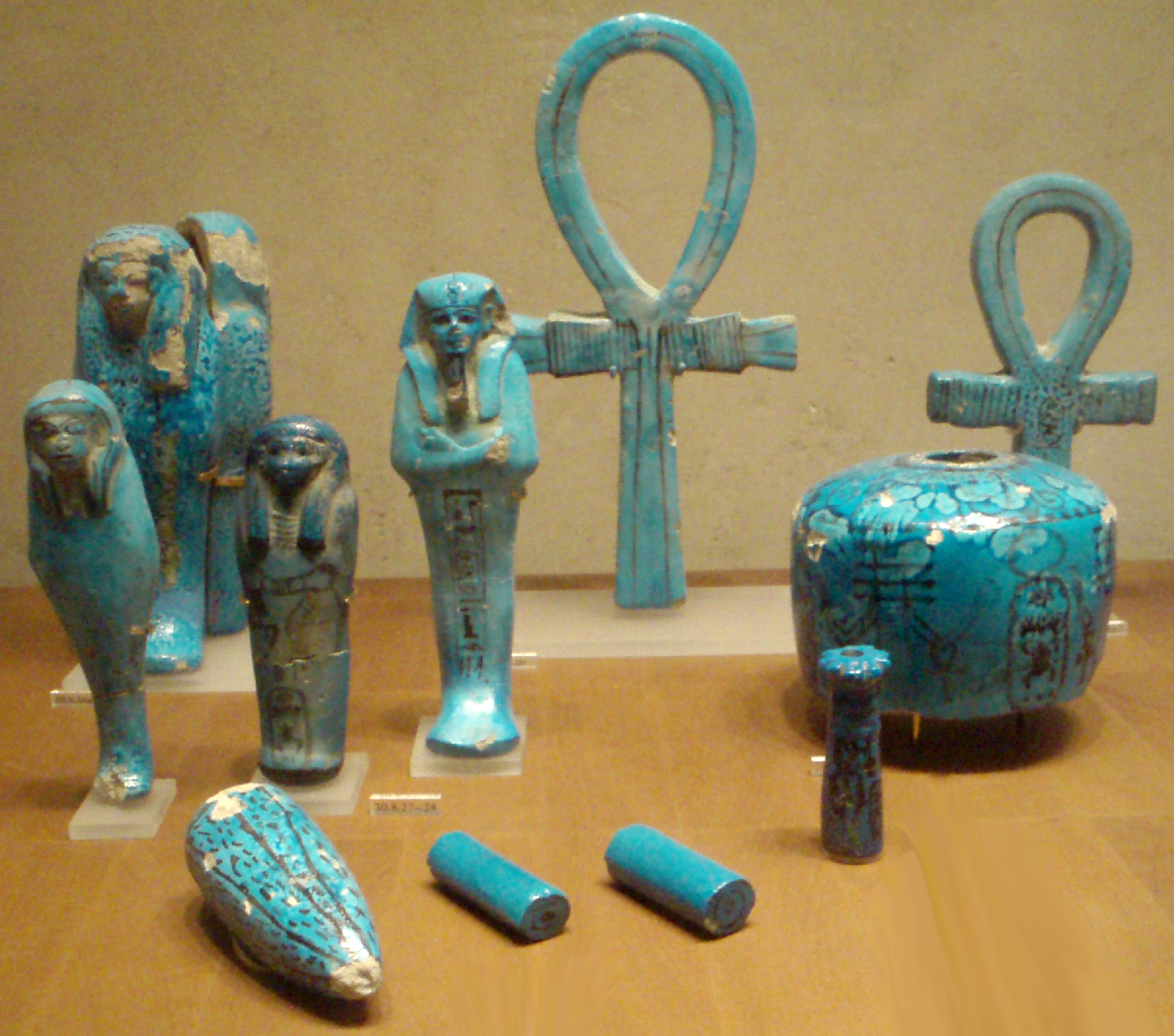
Ouchebtis et amulettes de Thoutmôsis IV.

Chaque sépulture comporte un mobilier permettant de continuer l'existence dans l'au-delà dans un certain confort.
Des objets rituels magiques, comme les ouchebtis et les figurines divines sont déposés dans la tombe. Mais aussi les objets utilisés par le roi durant sa vie : lits, sièges, vases, chars et armes. Du matériel funéraire est également fabriqué spécialement, comme les sarcophages.
On peut noter la présence de vases canope près du sarcophage mais aussi celle de la nourriture qui tient un rôle important dans l'accompagnement du défunt vers l'au-delà.

## Numérotation des tombes
La numérotation des tombes est due à John Gardner Wilkinson qui, en 1827, chargé de marquer l'entrée des tombes, leur assigne des numéros de 1 à 21. Il suit en cela l'ordre géographique dans lequel les tombes sont visitées (du plus bas au plus haut de la vallée, puis de ses vallons),. Les autres tombes sont numérotées au fur et à mesure de leur découverte (ordre chronologique).
Actuellement, les tombes sont numérotées avec le préfixe KV pour King Valley.
Les tombes de la vallée de l'ouest (Vallée des Singes) sont identifiées par le préfixe WV (pour West Valley).

## Les tombes

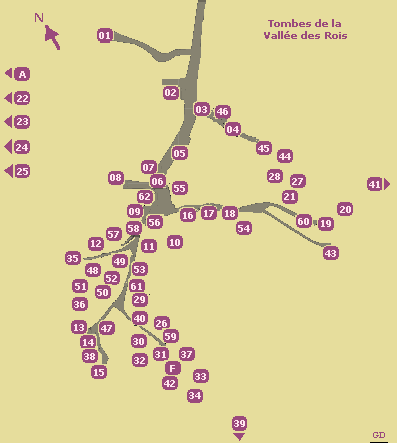
Plan des tombes de la vallée des Rois.

Parmi les tombeaux, seulement vingt-sept ont été identifiés comme étant des sépultures royales, dont deux appartiennent à des reines ayant gouverné, Hatchepsout et Taousert.
Certaines appartiennent aux enfants et épouses des rois, mais aussi à de hauts dignitaires. De nombreuses tombes sont inoccupées, les destinataires de certaines ne sont pas connus, d'autres ne sont que des caches utilisées pour le matériel d'embaumement.
La tombe KV5, la plus grande de la vallée, a été construite pour les enfants de Ramsès II. Des découvertes récentes permettent d'estimer à cent cinquante le nombre total de chambres de la sépulture.

### Dix-huitième dynastie

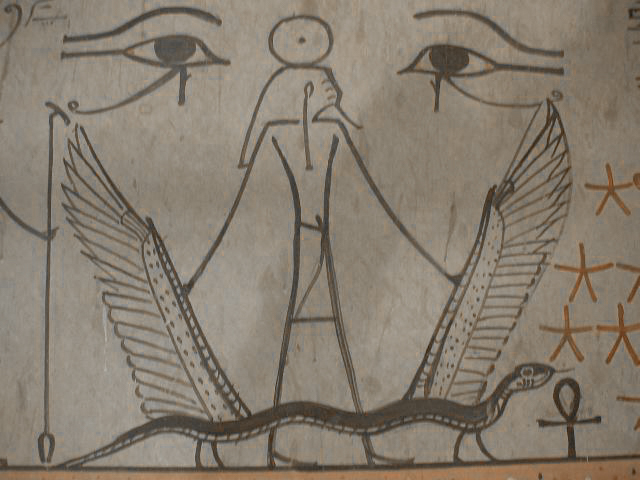
Décoration de KV34.

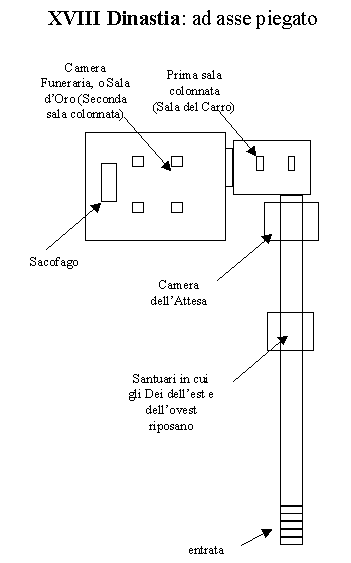
Plan type d'une tombe de la XVIIIe dynastie.

Les tombes de la XVIIIe dynastie varient beaucoup en style, décoration et emplacement.
Les premières tombes ne semblent pas avoir de plan type, comme KV20, la tombe d'Hatchepsout qui est un couloir sinueux unique, descendant en tournant sur plus de deux-cent-dix mètres, mettant la chambre funéraire à 97 mètres sous la surface.
Progressivement, les tombes adoptent un plan type régulier et formalisé. Les tombes de Thoutmôsis III (KV34) et Thoutmôsis IV (KV43) sont un bon exemple des tombes de la XVIIIe dynastie, toutes deux ayant un couloir à angle droit et une décoration simple.
La plus imposante tombe de cette période est peut-être celle d'Amenhotep III, WV22 située dans la vallée de l'ouest. Elle a été étudiée dans les années 1990 par une équipe de l'université Waseda, Japon, mais n'est pas ouverte au public.
À la même époque, des nobles puissants et influents commencent à se faire enterrer avec la famille royale. La plus connue de ces tombes est KV46, commune à Youya et Touya, les parents de la reine Tiyi. Avant la découverte de la tombe de Toutânkhamon, il s'agissait de la tombe la mieux préservée de la vallée.
Période amarnienne
Le retour des sépultures royales à Thèbes après l'intermède d'Amarna marque un changement dans le plan des tombes. Un plan type intermédiaire avec un axe décalé préfigure le plan type droit des dynasties ultérieures.

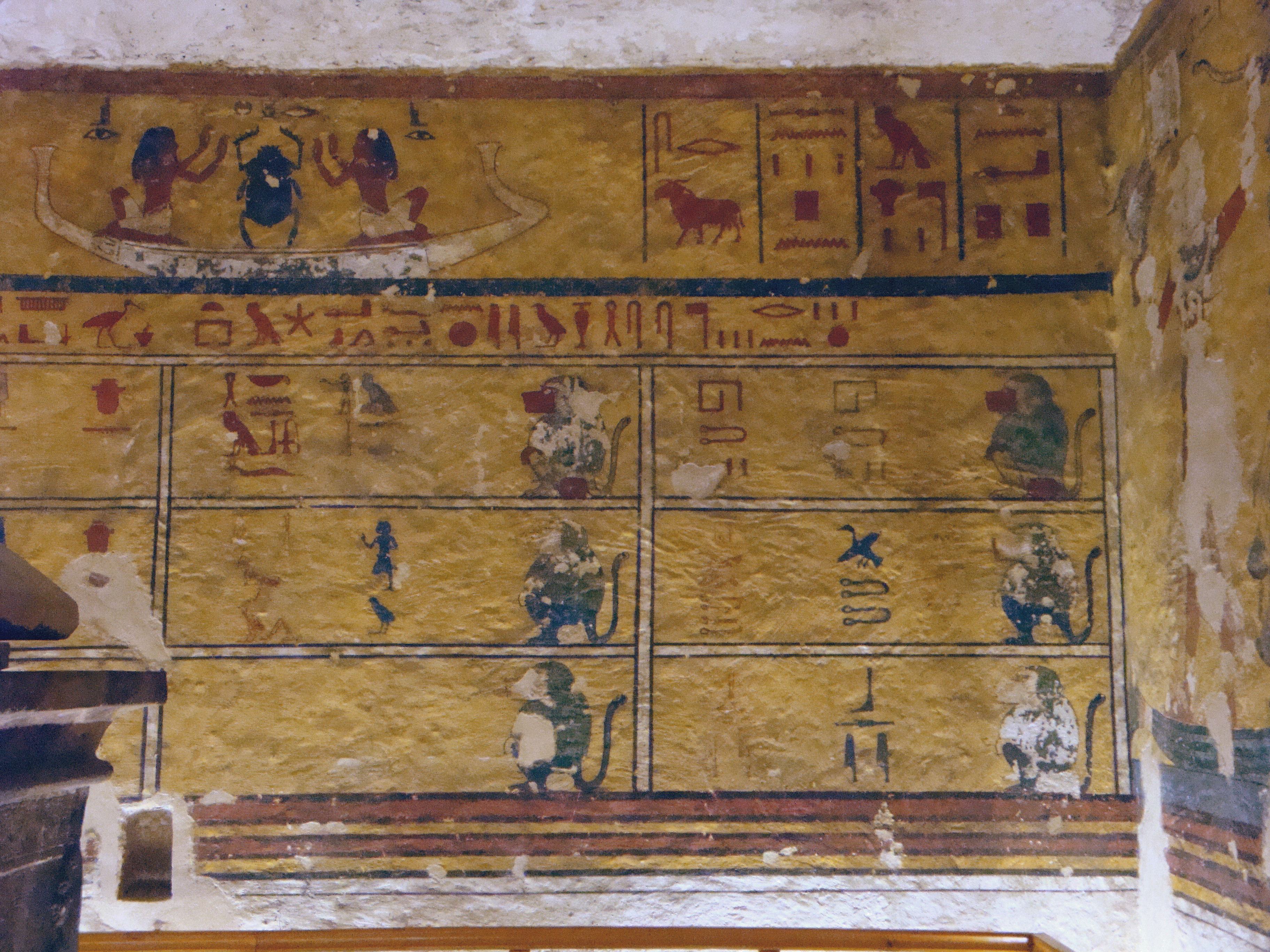
Tombe royale WV23 du pharaon Aÿ.

Dans la vallée de l'ouest, une ébauche de tombe a été commencée, peut-être pour Akhenaton, mais n'a pas dépassé la porte et une volée de marches.
À proximité, se trouve la tombe de Aÿ, le successeur de Toutânkhamon. Il est probable que cette tombe a été commencée pour Toutânkhamon (le décor est d'un style identique) mais a été usurpée par Aÿ. La tombe KV62 utilisée finalement pour Toutânkhamon est peut-être la tombe originale de Aÿ, ce qui expliquerait sa petite taille et son agencement inhabituel pour une tombe royale.
Les autres tombes de la période amarnienne sont situées dans une étroite zone au centre de la vallée, comprenant une cachette KV55 contenant les momies royales de Tiyi, Smenkhkarê ou Akhenaton.

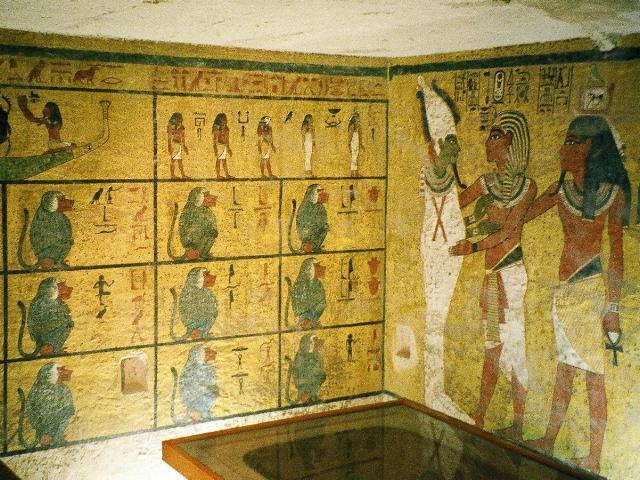
Décor de la chambre funéraire de KV62.

À proximité se trouve la tombe de Toutânkhamon, qui est probablement la plus célèbre découverte de l'archéologie moderne, faite par Howard Carter le 4 novembre 1922. C'est la première tombe découverte pratiquement intacte (même si elle a été visitée par les pilleurs de tombe). L'opulence du matériel funéraire de ce roi relativement mineur, laisse imaginer les trésors des autres sépultures.
Toute proche, la tombe de Horemheb (KV57), est rarement ouverte aux visiteurs, mais est abondamment décorée et présente des caractéristiques uniques. Le décor montre une transition entre les tombes de la période amarnienne et les tombes de la XIXe dynastie.

### Dix-neuvième dynastie

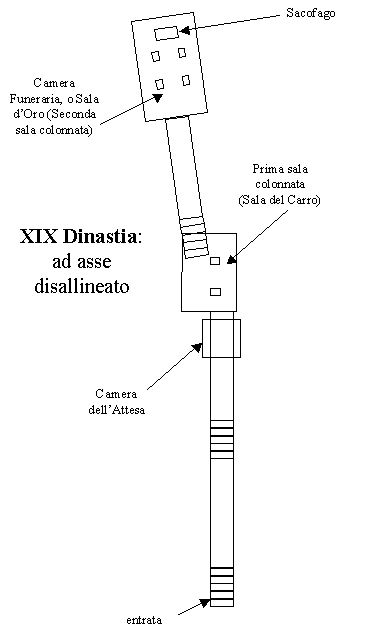
Plan type d'une tombe de la.

Au cours de la XIXe dynastie, la standardisation de l'agencement et du décor des tombeaux se poursuit.
La tombe du premier roi de cette dynastie, Ramsès Ier a été terminée dans la précipitation à cause de sa mort. Même si elle se limite à un couloir tronqué et à une chambre funéraire, la décoration de KV16 est énergique et vivante. Elle contient encore le sarcophage du roi. Sa situation centrale en fait l'une des tombes les plus fréquentées.
Le tombeau de son fils et successeur Séthi Ier (KV17), (connu également sous le nom de Belzoni's tomb ou the tomb of Apis) est généralement considéré comme le plus beau de la vallée et est décoré par l'ensemble des livres religieux.

La tombe de Séthi Ier (KV17).

Le fils de Séthi, Ramsès II construit une tombe imposante, KV7, qui est désormais en état de ruine à la suite de violentes pluies torrentielles. En 1991, le CNRS et le CEDAE entreprennent une série de confortements et de purges, puis des campagnes de fouille sont conduites entre 1993 et 1997 par une équipe franco-égyptienne dirigée par Christian Leblanc,,.
À la même époque, et face à son tombeau, Ramsès agrandit une ancienne petite tombe d'un noble inconnu de la XVIIIe dynastie pour ses nombreux fils. Avec cent vingt chambres (fouilles toujours en cours en 2012), KV5 est probablement la plus grande tombe de vallée. Ouverte et pillée dans l'antiquité, elle a subi plusieurs crues provoquées par les pluies violentes qui ont déversé des tonnes de débris dans ses salles. Son étendue est révélée en 1995 par Kent R. Weeks dans le cadre du Theban Mapping Project.
KV8, le tombeau du fils de Ramsès II, Mérenptah, est ouvert depuis l'antiquité. Il s'étend sur cent soixante mètres, finissant dans la chambre funéraire qui contient un ensemble de quatre sarcophages imbriqués.
Les derniers rois de la dynastie construisent aussi des tombeaux dans la vallée, qui tous suivent le même plan type et le même genre de décoration. Le plus notable d'entre eux est KV47, qui est bien décoré, en particulier son plafond.

### Vingtième dynastie

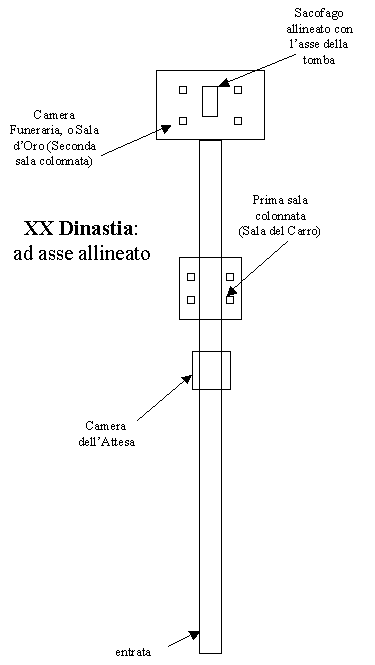
Plan type d'une tombe de la.

Le premier dirigeant de la dynastie, Sethnakht, s'est fait construire deux tombes et commence la construction d'une nouvelle sépulture pour son fils, Ramsès III, mais débouche sur un autre tombeau et l'abandonne. Il usurpe alors la tombe KV14, appartenant à Taousert, femme pharaon de la XIXe dynastie. Cette tombe comprend donc deux chambres funéraires, les dernières extensions en faisant l'une des plus longues de la vallée, avec plus de cent cinquante mètres.

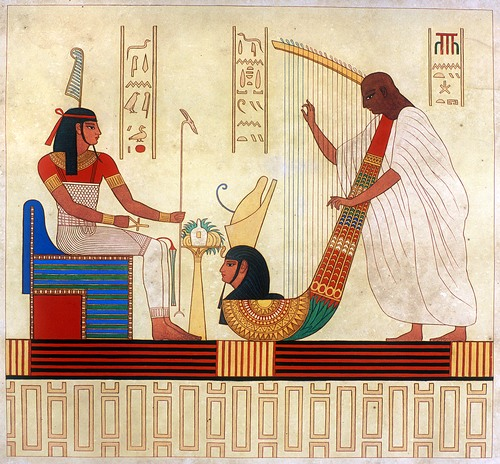
Harpiste de la tombe de Ramsès III, KV11.

Le tombeau de Ramsès III, KV11, est creusé initialement pour Sethnakht. Avec cent quatre-vingt-huit mètres, c'est le plus long de la vallée. Lors du creusement d'un corridor, les ouvriers rencontrent le couloir de la tombe KV10. La suite du corridor est creusée avec un axe décalé. Les couleurs du décor sont bien préservées dans certaines chambres mais ont subi de nombreux dégâts dans d'autres à cause des inondations.
Les successeurs et descendants de Ramsès III construisent des tombeaux ayant un axe rectiligne et décorés de manière identique, en particulier, KV2, sépulture de Ramsès IV. Ouverte depuis l'antiquité, elle contient une grande quantité de graffitis en écriture hiératique. La tombe est relativement intacte, et contient des scènes de plusieurs textes religieux.
Le tombeau conjoint de Ramsès V et Ramsès VI, KV9, connu aussi sous le nom de Tomb of Memnon ou La Tombe de la Métempsychose est décoré de gravures en relief illustrant des scènes des textes religieux. Ouvert depuis l'antiquité, il contient un millier de graffitis en grec ancien, en latin et en copte.

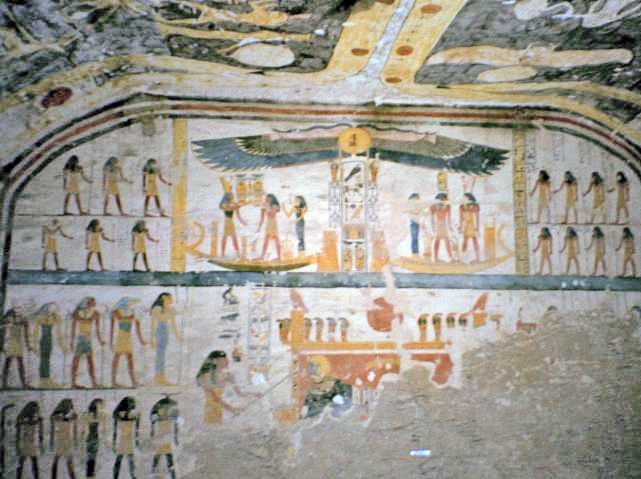
Tombe de Ramsès IX, KV6.

La tombe de Ramsès IX, KV6, est ouverte depuis l'antiquité, ainsi qu'en attestent les graffitis laissés sur les murs par les visiteurs romains et coptes. Elle s'étend sous la colline sur une longueur de 105 mètres et comprend des chambres latérales dont le décor n'a pas été terminé. L'état incomplet du creusement et de la décoration (seulement la moitié du couloir est décorée) indique que la tombe n'était pas finie au moment de la mort de Ramsès. La salle aux piliers donne accès à la chambre funéraire.
Autre sépulture notable de cette dynastie, KV19, appartenant à Montouherkhépeshef, fils de Ramsès IX. Il s'agit d'une petite tombe très simple, réduite à un couloir dont le creusement a été abandonné, mais dont la décoration est complète.

### Déclin de la nécropole
À la fin du Nouvel Empire, l'Égypte entre dans une longue période de déclin économique et politique. Les prêtres de Thèbes acquièrent plus de pouvoir et administrent efficacement la Haute-Égypte, tandis que les rois de Tanis contrôlent la Basse-Égypte. Des tentatives sont faites pour utiliser les tombes ouvertes à partir de la XXIe dynastie. Ainsi, le Grand prêtre d'Amon, Pinedjem Ier ajoute son cartouche dans KV4

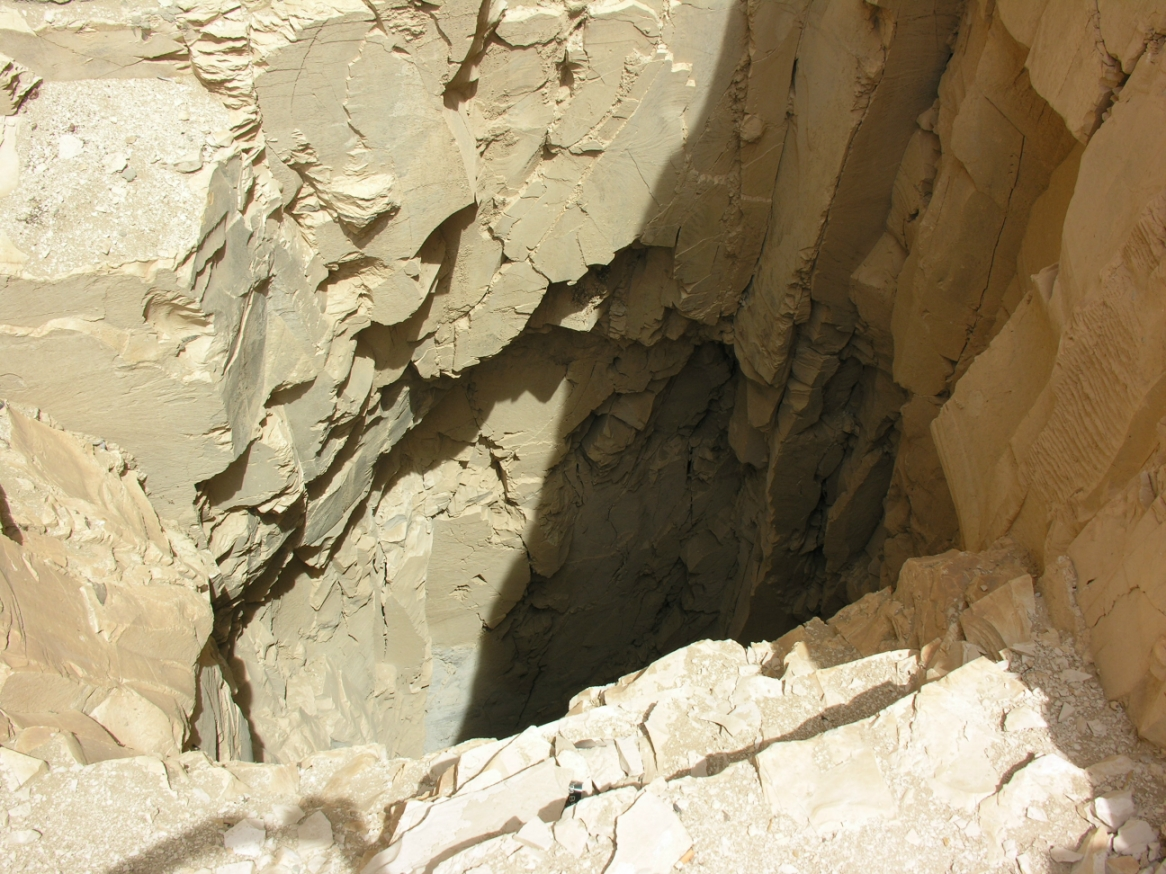
Entrée de la cachette royale TT320.

Les tombeaux de la vallée commencent à être largement pillés. Aussi, les prêtres d'Amon ouvrent la plupart des tombes et regroupent les momies dans des sépultures afin de mieux les protéger des voleurs. Beaucoup d'entre elles sont déplacées dans une cache proche de Deir el-Bahari, TT320, tombe initialement prévue pour Pinedjem Ier. Localisée dans une anfractuosité de la falaise dominant le temple d'Hatchepsout, elle abrite plus de cinquante momies ,.
D'autres momies sont déplacées dans KV35, tombe d'Amenhotep II, où une douzaine d'entre elles, certaines royales, ont été ultérieurement localisées.
À la fin de la Troisième Période intermédiaire et dans les périodes ultérieures, des sépultures usurpent de nombreuses tombes ouvertes.
Pendant la période copte, certaines tombes sont utilisées comme église, étables et quelquefois habitations.

## Pilleurs de tombe

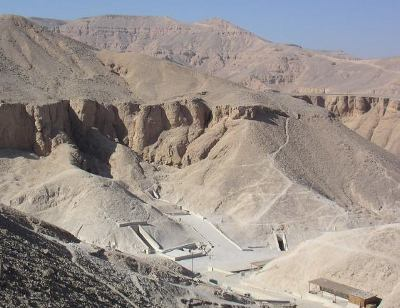
Vallée des Rois (branche orientale).

Tous les tombeaux recensés dans la vallée ont été pillés dès l'Antiquité. Même le tombeau de Toutânkhamon n'a pas échappé aux pilleurs. On pense en effet que la porte du tombeau a été forcée par deux fois, mais que les pilleurs, ayant été interrompus, n'ont pu emporter qu'une petite partie du trésor. Le faste du trésor funéraire du pharaon Toutânkhamon, au règne court et effacé, laisse entrevoir les trésors colossaux que devaient posséder les grands rois, comme Ramsès II. Les autres tombeaux n'ont pas eu la chance de tomber dans l'oubli et les archéologues modernes ne trouvèrent souvent que de petits objets ou des vestiges estimés sans valeur par les voleurs antiques.
La vallée, entourée par de hautes falaises qui forment une barrière naturelle, était fortement gardée par les Medjaÿ, des troupes d'élite, depuis le début de l'exploitation du site. C'est aux environs de -1090, sous le règne de Ramsès XI, que l'effondrement de l'économie de l'Égypte et du pouvoir royal va entrainer l'apparition des premiers pilleurs de tombes. Le déchirement du pays qui débouchera sur la Troisième Période intermédiaire sera l'occasion d'un pillage organisé des richesses de la vallée. Certains documents tendent à prouver que ce pillage aurait commencé sous le règne de Ramsès XI, peut-être du fait de fonctionnaires peu scrupuleux.
Les tombeaux furent ouverts, tous les objets de valeur en furent enlevés et les momies furent rassemblées dans deux grandes caches : la cachette de Deir el-Bahari, qui ne contenait pas moins de quarante momies royales et leurs cercueils, et l'autre, dans le tombeau d'Amenhotep II, qui en contenait seize autres.

### Procès de voleurs de tombes

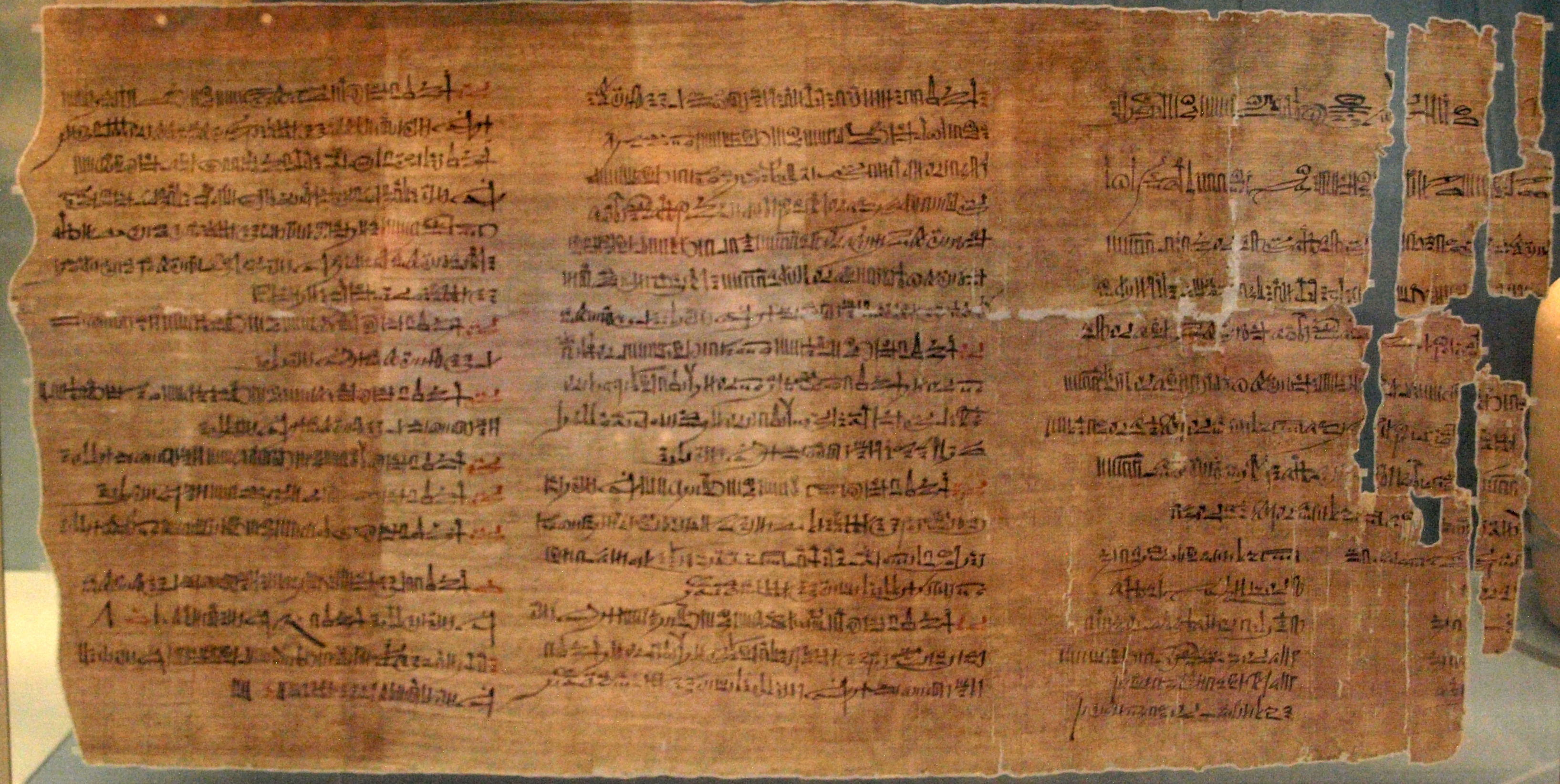
Le Papyrus Abbott relate une inspection officielle des tombes royales dans la nécropole thébaine (en hiératique).

Dès l'Antiquité, les nécropoles subissent le pillage, parfois très peu de temps après l'enterrement, souvent d'ailleurs par ceux qui avaient participé à la construction de la tombe.
À partir de la XIXe dynastie, plusieurs papyrus décrivent le pillage de tombes.
Le papyrus Abbott relate la procédure judiciaire engagée en répression et a probablement été écrit en l'an 16 et 17 de Ramsès IX.
Les documents comprennent le compte rendu officiel de l'information judiciaire, celui de la procédure lancée contre les pilleurs et l'interrogatoire des pilleurs. Les aveux de Imenpanéfer reflètent l'état des institutions administrative et judiciaire :

« En l'an 13 (…) nous partîmes pour faire des pillages dans les monuments funéraires selon notre manière d'agir (…) les curateurs de Thèbes apprirent que nous allions faire des pillages (…) ils s'emparèrent de nous. Je pris les vingt deben d'or qui m'étaient échus. Je les donnai au scribe du district ; il me libéra. »

À la fin de la XXe dynastie, durant le règne de Ramsès XI, la vallée souffre à nouveau de pillages généralisés. Ainsi, la tombe de Ramsès VI fut pillée après que les voleurs aient creusé pendant quatre jours.
Une nouvelle procédure judiciaire, révélée dans les papyri Mayer datés de l'an 9 de Ramsès XI, est entamée. Elle révèle que les pilleurs travaillaient dans les institutions de Thèbes comme le domaine d'Amon ou le temple funéraire de Ramsès III. Certains appartenaient au clergé, d'autres étaient même scribes au service de l’État.
Les peines encourues vont de la bastonnade, la mutilation ou l'empalement, à la peine de mort.

## Tourisme

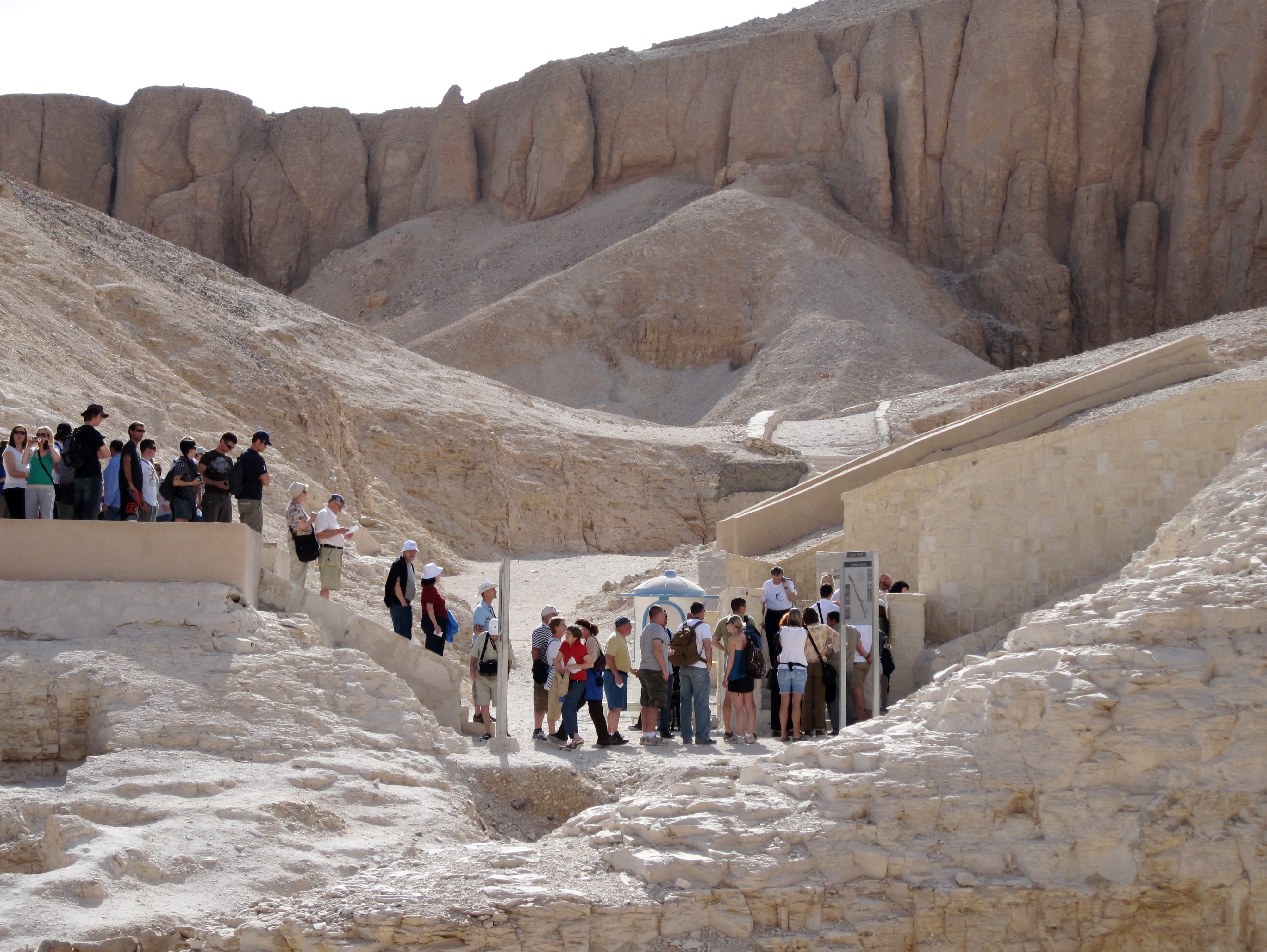
Entrée d'une tombe de la vallée des Rois.

Les tombeaux ont été des curiosités touristiques dès la période de la Grèce et de la Rome antiques.
Désormais, la vallée reçoit, en moyenne, quatre à cinq mille visiteurs par jour. Et jusqu'à neuf à dix mille personnes les jours d'arrivée des bateaux de croisière. Ce qui entraine des problèmes de préservation et de logistique.
Ainsi, seulement une dizaine de tombes sont ouvertes au public par roulement, sur les dix-huit tombes susceptibles de l'être. Les autres tombes sont fermées aux visiteurs afin de les protéger ou car elles sont en cours de restauration. Certaines ne sont ouvertes qu'aux spécialistes. Enfin, beaucoup n'ont pas été nettoyées des gravats les encombrant.
Des panneaux installés le long de la vallée fournissent des informations sur les tombes. Les guides donnent des conférences à l'extérieur des caveaux en s'aidant de ces panneaux afin de limiter le temps passé dans les sépultures.
Dégradation
La présence des touristes dans les tombes provoque l'augmentation de la chaleur et de l'humidité. Des moisissures commencent à se développer sur les murs et les décors.
De même, les contacts volontaires ou involontaires (vêtements ou sacs) avec les parois abiment le support en plâtre et les décors en relief.
Le Theban Mapping Project a élaboré un modèle de protection comprenant un éclairage par fibre optique, un système de contrôle et de régulation de l'environnement (température et hygrométrie) et des protections le long des murs,.
De même, afin de protéger les couleurs des décors, les photographies sont interdites.

## Apparitions dans la culture populaire
La vallée des Rois, et l'histoire des grandes découvertes qui l'accompagne, a été une source d'inspiration pour la culture populaire, notamment depuis la découverte de la tombe de Toutânkhamon par Howard Carter, ce qui a créé un regain d'intérêt pour l'Égypte antique, au point qu'on parle d'une « égyptomanie ».